# St. Margaretha (Rosperwenda)

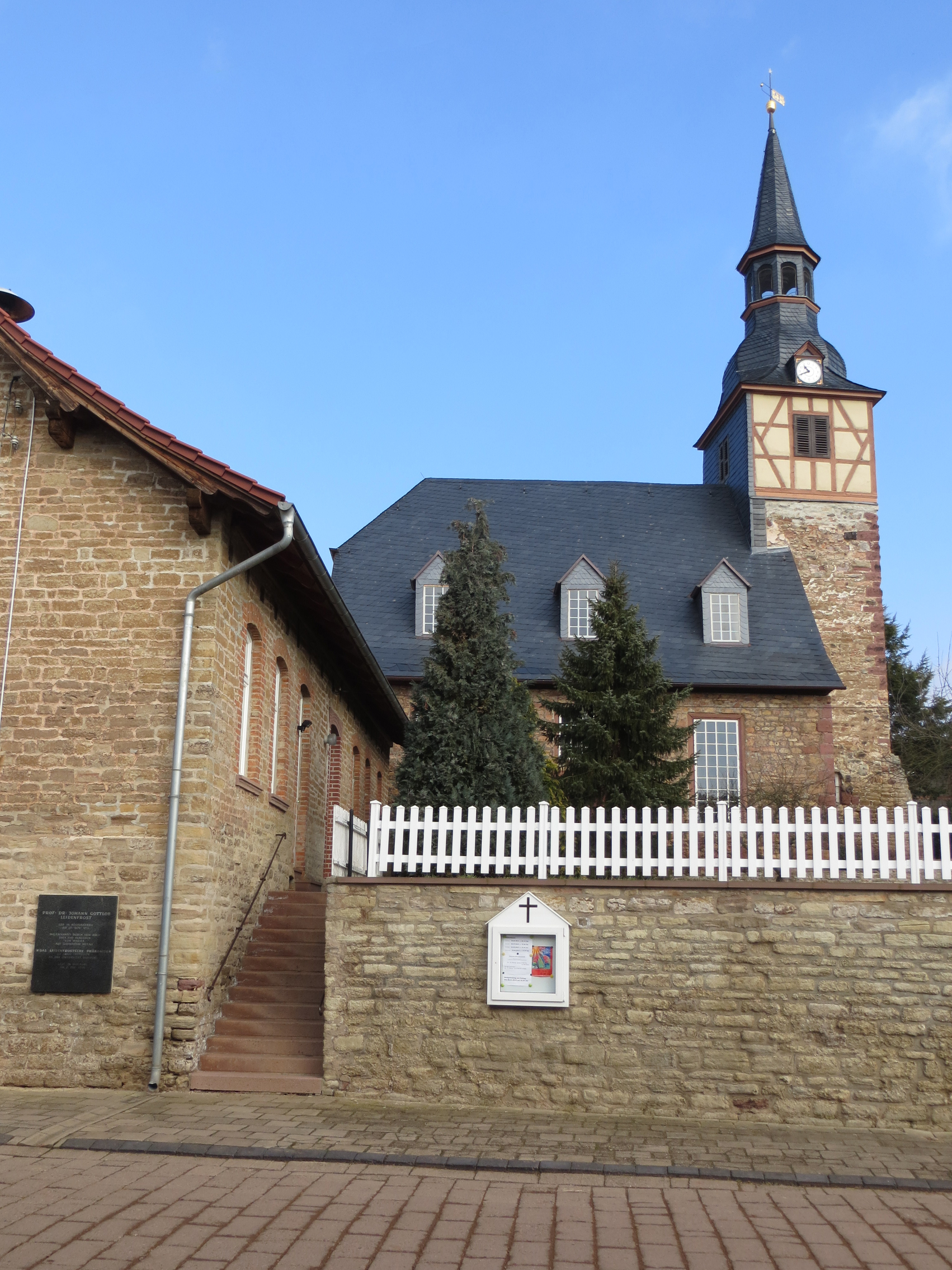
St. Margaretha, links die alte Schule

Die evangelische Dorfkirche St. Margaretha steht im Ortsteil Rosperwenda der Gemeinde Berga im Landkreis Mansfeld-Südharz in Sachsen-Anhalt. Sie gehört zum Pfarrbereich Kelbra im Kirchenkreis Eisleben-Sömmerda der Evangelischen Kirche in Mitteldeutschland.

## Geschichte
In wesentlichen Teilen wurde diese bau- und kunstgeschichtliche bedeutsame Dorfkirche 1746 gebaut. Für diesen Neubau sammelte die Kirchgemeinde über 20 Jahre Geld. Der Fachwerkaufsatz des Turmes stammt aus dem Jahr 1812. Die Glocke des Turmes ist aber schon aus dem 13. Jahrhundert und diente den Menschen dieser Zeit.
Im Kirchenschiff befindet sich eine barocke Ausstattung mit dem Kanzelaltar von 1756. Einhundert Jahre später war die erste Restaurierung erforderlich. Maler Elsner aus Nordhausen erledigte die Arbeiten.